# Montelanico
Montelanico es una localidad italiana de la provincia de Roma, región de Lazio, con 2.064 habitantes.

## Evolución demográfica
| Gráfica de evolución demográfica de Montelanico entre 1861 y 2001 |
|                                                                   |
| Fuente ISTAT - elaboración gráfica de Wikipedia                   |